# GP Ouest-France 2013
77. edycja wyścigu kolarskiego GP Ouest-France odbyła się w dniu 1 września 2013 roku i liczyła 243 km. Start i meta wyścigu znajdowała się w Plouay. Wyścig ten znajdował się w rankingu światowym UCI World Tour 2013.
Zwyciężył Włoch Filippo Pozzato z grupy Lampre-Merida, dla którego było to pierwsze zwycięstwo w tym wyścigu. 

## Uczestnicy
Na starcie wyścigu stanęło 183 kolarzy z 24 ekip. Wśród nich znalazło się dziewiętnaście ekip UCI World Tour 2013 oraz pięć innych zaproszone przez organizatorów z tzw. „dziką kartą”.
Wystartowało i ukończyło klasyk trzech polskich kolarzy – z nr startowym 122. Maciej Bodnar z grupy Cannondale na 67. miejscu, z 83. Michał Gołaś (104. miejsce) i z 88. Michał Kwiatkowski (obaj Omega Pharma-Quick Step) – 20. miejsce.
Ubiegłoroczny triumfator GP Ouest-France Norweg Edvald Boasson Hagen z grupy Sky Procycling nie startował (jechał w tym czasie w Vuelta a España).
Lista drużyn uczestniczących w wyścigu:
| Numery  | Kod | Drużyna                 |
| ------- | --- | ----------------------- |
| 1-8     | SKY | Sky Procycling          |
| 11-18   | MOV | Movistar Team           |
| 21-28   | GRM | Garmin-Sharp            |
| 31-38   | KAT | Team Katusha            |
| 41-48   | RLT | RadioShack-Leopard      |
| 51-58   | OPQ | Omega Pharma-Quick Step |
| 61-68   | AST | Astana Pro Team         |
| 71-78   | BMC | BMC Racing Team         |
| 81-88   | ALM | Ag2r-La Mondiale        |
| 91-98   | LAM | Lampre-Merida           |
| 101-108 | CAN | Cannondale              |
| 111-118 | BEL | Belkin                  |

| Numery  | Kod | Drużyna           |
| ------- | --- | ----------------- |
| 121-128 | TST | Team Saxo-Tinkoff |
| 131-138 | OGE | Orica-GreenEDGE   |
| 141-148 | LTB | Lotto-Belisol     |
| 151-158 | EUS | Euskaltel-Euskadi |
| 161-168 | FDJ | FDJ               |
| 171-178 | VCD | Vacansoleil-DCM   |
| 181-188 | ARG | Argos-Shimano     |
| 191-198 | EUC | Team Europcar     |
| 201-208 | SOJ | Sojasun           |
| 211-218 | COF | Cofidis           |
| 221-228 | IAM | IAM Cycling       |
| 231-238 | BSE | Bretagne-Schuller |

## Wyniki wyścigu
| Miejsce | Zawodnik          | Państwo   | Drużyna            | Czas       |
| ------- | ----------------- | --------- | ------------------ | ---------- |
| 1.      | Filippo Pozzato   | Włochy    | Lampre-Merida      | 5h 59' 54" |
| 2.      | Giacomo Nizzolo   | Włochy    | RadioShack-Leopard | + 0"       |
| 3.      | Samuel Dumoulin   | Francja   | Ag2r-La Mondiale   | + 0"       |
| 4.      | Jürgen Roelandts  | Belgia    | Lotto-Belisol      | + 0"       |
| 5.      | Daniele Bennati   | Włochy    | Team Saxo-Tinkoff  | + 0"       |
| 6.      | Thor Hushovd      | Norwegia  | BMC Racing Team    | + 0"       |
| 7.      | Elia Viviani      | Włochy    | Cannondale         | + 0"       |
| 8.      | Francisco Ventoso | Hiszpania | Movistar Team      | + 0"       |
| 9.      | Borut Božič       | Słowenia  | Astana Pro Team    | + 0"       |
| 10.     | John Degenkolb    | Niemcy    | Argos-Shimano      | + 0"       |